# Greimuth
Der Greimuth ist ein 1871 m ü. A. hoher Gipfel im Ausseerland in der Steiermark. Er bildet neben dem Bräuningzinken die zweithöchste Erhebung des Augstkamms im Toten Gebirge und liegt zwischen dem Bräuningzinken im Norden und dem Hochanger bzw. Loser im Süden. Gegen Westen ist der aus Tressensteinkalk des Oberjura aufgebaute Berg vom Steilabbruch zur Gschwandalm und zum Rettenbachtal hin geprägt. Im Osten ist der markante Atterkogel dem von hier aus unscheinbaren Greimuth vorgelagert.

## Erschließung
Auf der 9 km langen und 1972 eröffneten Loser-Panoramastraße kann der Berg fast bis zur Spitze befahren werden. Vor dem Loser-Restaurant auf 1600 m befindet sich ein geräumiger Parkplatz, von dem aus mehrere Touren unternommen werden können. Auf 1643 m, in unmittelbarer Nähe des Restaurants, befindet sich der Augstsee – ein attraktives Wanderziel mit kurzer Gehzeit.

## Zustiege
- Vom Loser – Bergrestaurant führt der markierte Weg Nr. 256 am Augstsee vorbei in Richtung Loserfenster und Hochanger. Vor dem Loserfenster zweigt der markierte Weg 4 zum Sattel zwischen Atterkogel und Greimuth ab. Gehzeit rund eine Stunde.
- Vom nördlich gelegenen Gschwandsattel, wo der Wanderweg Nr. 257 von der Bräuningalm auf den Bräuningzinken verläuft, führt ein markierter Wanderweg, der allerdings Trittsicherheit erfordert, zum Sattel zwischen Atterkogel und Greimuth und von dort auf den Greimuth.

Am Gipfel des Greimuths liegt ein Gipfelbuch auf.

## Namenskunde
Beim Greimuth scheint ein hinaufgewanderter Hofname bestimmend zu sein. Karl Finsterwalder leitet diesen ab von ‚greinmout‘, einer mürrischen Gemütsart des betreffenden Bauern, vergleichbar dem noch gebräuchlichen
‚Grantscherbn‘.

## Literatur und Karten

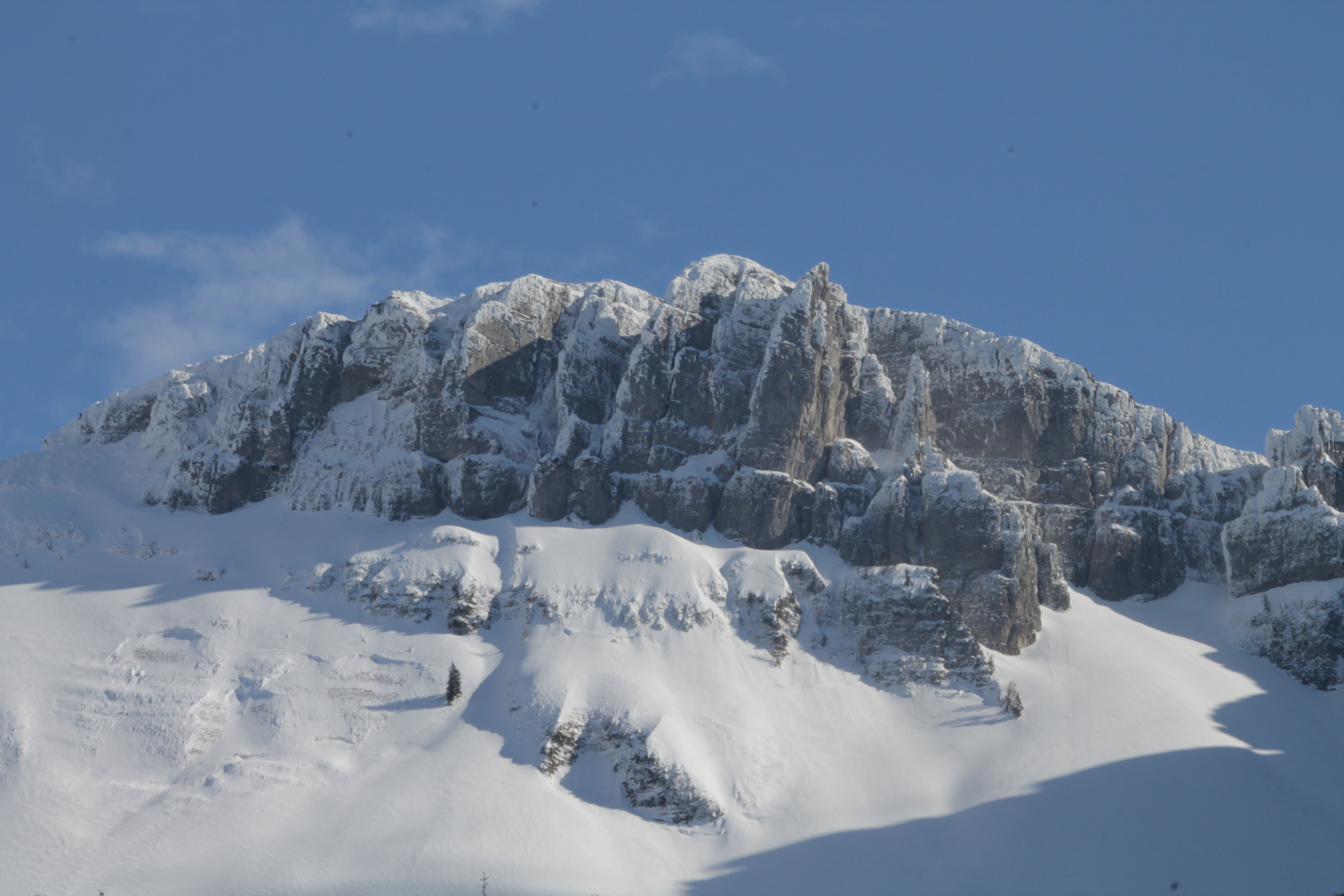
Blick von der Blaa-Alm auf den Greimuth